# Olexandr Zelenskyj
Olexandr Semenovyč Zelenskyj (ukrajinsky Олександр Семенович Зеленський; * 23. prosince 1947 Kryvyj Rih) je ukrajinský báňský vědec a matematik, který se specializuje na automatizaci geologických a geodetických podpor. Je profesorem a doktorem technických věd, od roku 1995 vedoucím katedry kybernetiky a výpočetní techniky na Státní univerzitě v Kryvém Rihu. Jeho syn Volodymyr Zelenskyj v současnosti zastává funkci prezidenta Ukrajiny jako šestý v pořadí.

## Raný život a rodina
Narodil se 23. prosince 1947 v Kryvém Rihu na sovětské Ukrajině. Je židovského původu. Jeho otec Semen Ivanovyč Zelenskyj sloužil za druhé světové války v 57. gardové motostřelecké divizi Rudé armády. Semenův otec a tři bratři zahynuli během holocaustu.
Je ženatý s Rymmou Zelenskou (* 16. září 1950), s níž má syna Volodymyra Zelenského (* 1978), jenž v současnosti zastává funkci ukrajinského prezidenta.

## Akademická kariéra
V roce 1972 získal bakalářský titul v oboru elektrotechniky na Státní univerzitě v Kryvém Rihu. V roce 1983 obhájil na Moskevské státní báňské univerzitě disertační práci s názvem „Automatizovaný výpočet zásob železné rudy v lomu ICS“. Od roku 1995 vede katedru kybernetiky a výpočetního hardwaru Státní univerzity v Kryvém Rihu. Vždy uváděl svou vědeckou práci do praxe a jejím logickým rozvojem vytvořil automatizovaný systém řízení těžby ve společném mongolsko-ruském podniku Erdenet, který obhospodařuje jedno z největších světových ložisek mědi a molybdenu. S tímto závodem spolupracoval více než 20 let.